# Morph target animation
La Morph target animation o (per-vertex animation) és un procés de gràfics 3D per ordinador, que de vegades és una alternativa a l'animació d'esquelet. És molt utilitzada en l'animació dels videojocs en 3D.